# Johann Christian Spiegelberg
Johann Christian Spiegelberg (* 1682 in Danzig; † 23. August 1732 in Bergen) war ein deutscher Theaterschauspieler und -leiter. 

## Leben
Johann Christian Spiegelberg war mit Elisabeth Denner, Tochter des Theaterprinzipals Johann Carl Denner, verheiratet. Bei ihrer Hochzeit am 25. August 1710 in Braunschweig handelte es sich um eine Doppelhochzeit, bei der neben Elisabeth und Johann Christian Spiegelberg ebenso Elisabeths Bruder Leonhard heiratete. Ihre gemeinsame Tochter Georgine Caroline Auguste Ernestine war mit Conrad Ekhof verheiratet.
Wie auch sein Schwager und Kompagnon Leonhard Andreas Denner war Spiegelberg in der Schauspieltruppe von Catharina Velten engagiert, bevor sich die beiden nach ihrem Tod zusammentaten und gemeinsam einige Jahre eine Theatertruppe in Nachfolge der Veltenschen Hofcomödianten führten. Das Theaterprivileg von Denner ging im Jahr 1714 an Spiegelberg über, der als Theaterprinzipal die Truppe unter der Bezeichnung Königl. Groß-Britannisch- und Churhannoversche Hof-Comoedianten führte und mit dieser durch Nord- und Mitteldeutschland reiste. Mitglied in der Theatertruppe von Spiegelberg waren u. a. Friederike Caroline Weißenborn und Johann Neuber. Ab dem Jahr 1722 waren die Spiegelbergs am herzoglichen Weißenfelser Hof engagiert, daneben spielten sie, typisch für diese Dienstverhältnisse, bei anderen Truppen, z. B. 1725 im Prager Ensemble. Nach dem Engagement am Weißenfelser Hof waren sie 1730 zu den Wolfenbüttler Hofkomödianten übergetreten. Die Zusammenarbeit währte zwei Jahre. Im Jahr 1732 reiste Johann Christian Spiegelberg mit neuer Theatertruppe nach Skandinavien, wo er noch im selben Jahr in Bergen verstarb. Seine Witwe übernahm die Prinzipalschaft und spielte bis 1739 in Skandinavien.